# Tour of Thailand femminile
Il Tour of Thailand è una corsa a tappe femminile di ciclismo su strada che si svolge in Thailandia, ogni anno nel mese di aprile. Creato nel 2012, è stato inserito nel Calendario internazionale femminile UCI nella classe 2.2; a partire dal 2017 fa parte della classe 2.1.

## Albo d'oro
Aggiornato al 2023
| Anno | Vincitore          | Secondo                  | Terzo                          |
| ---- | ------------------ | ------------------------ | ------------------------------ |
| 2012 | Liu Xin            | Mayuko Hagiwara          | Choe Sun-ae                    |
| 2013 | Nguyễn Thùy Dung   | Huang Ting-ying          | Wilaiwan Kunlapha              |
| 2014 | Meng Zhaojuan      | Jutatip Maneephan        | Hsiao Mei-yu                   |
| 2015 | Meng Zhaojuan      | Lauren Kitchen           | Nguyễn Thị Thật                |
| 2016 | Yang Qianyu        | Huang Ting-ying          | Nguyễn Thị Thị                 |
| 2017 | Phetdarin Somrat   | Nguyễn Thị Thật          | Miriam Bjørnsrud               |
| 2018 | Ol'ga Zabelinskaja | Karina Kasenova          | Gul'naz Chatunceva             |
| 2019 | Jutatip Maneephan  | Teniel Campbell          | Yumi Kajihara                  |
| 2020 | Jutatip Maneephan  | Supuksorn Nuntana        | Chaniporn Batriya              |
| 2021 | Chaniporn Batriya  | Sanitee Jantima          | Jutatip Maneephan              |
| 2022 | Phetdarin Somrat   | Hannah Seeliger          | Siti Nur Adibah Akma Mohd Fuad |
| 2023 | Lee Eun-hee        | Nur Aisyah Mohamad Zubir | Priatna Ayustina Delia         |